# Eduard von Bauernfeld
Eduard von Bauernfeld (magyarosan Bauernfeld Ede; Bécs, 1802. január 13. – Bécs, 1890. augusztus 9. ) vígjátékairól nevezetes osztrák színműíró, költő. Álnevei: Rusticocampius, Feld.

## Életpályája
Jogi tanulmányainak befejezése után, 1826-ban állami szolgálatba lépett, amelyet azonban 1848-ban elhagyott, hogy kizárólag az irodalomnak éljen. 1831-től a bécsi Burgtheater állandó színpadi szerzője volt. Mint a Metternich-ellenes szabadelvű iránynak szószólója már 1842-ben fellépett a szellemi életet nyomasztó cenzúra ellen (Pia desideria eines deutschen Schriftstellers). Szerepe volt az 1848-as forradalom előkészítésében; márciusban azok élére állt, akik a bécsi Burgba behatoltak és a kormánytól alkotmányt akartak kierőszakolni. Bár liberális nézetei mellett kitartott, később teljes mértékben visszavonult a politikai élettől és csak csípős epigrammákban nyilvánította mindig modern, szabadelvű hitvallását. A pesti színház Bauernfeld 10 vígjátékát játszotta 1837 és 1856 között.

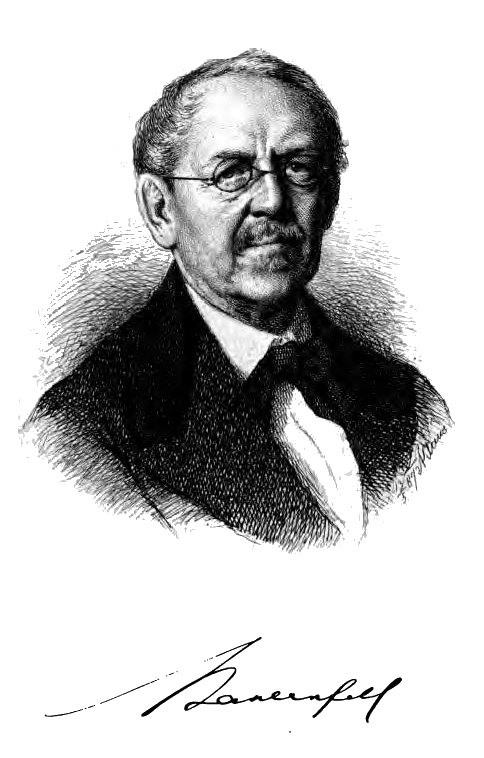
Bauernfeld arcképe a Gesammelte Schriftenből (1871)

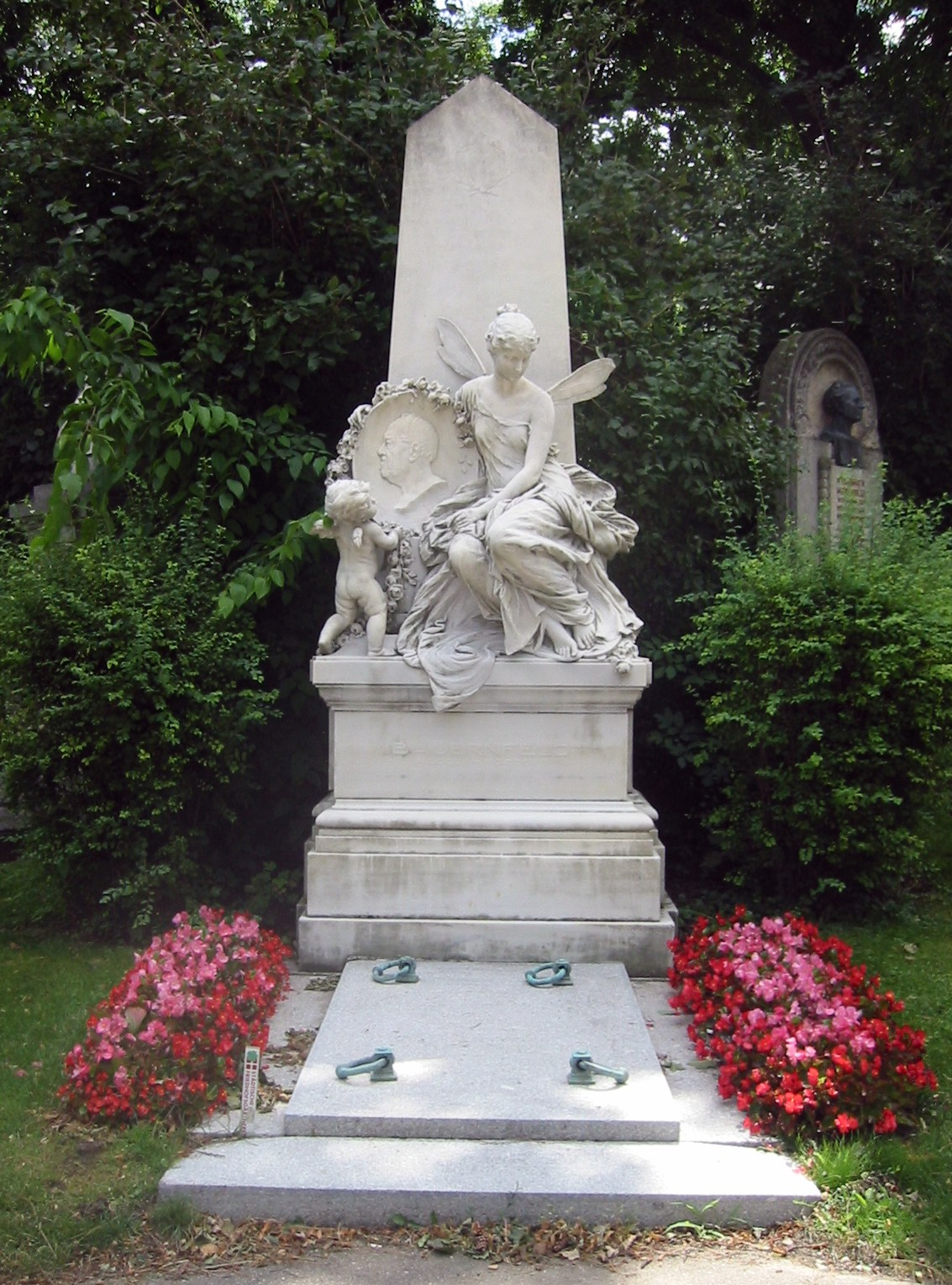
Bauernfeld síremléke a bécsi központi temetőben

## Művei
Mint író, kezdetben a romantika híve volt (Fortunat, drámai népmese 1835); de Schregvogel tanácsára csakhamar a modern társadalmi vígjáték hívévé és művelőjévé vált. A legsikerültebb vígjátékai többnyire magyarul is színre is kerültek: Leichtsinn aus Liebe (1831), Die Bekenntnisse (1834), Bürgerlich und romantisch (1835), Das Tagebuch (1836), Grossjährig (1846), Magyar fordításban: Nagykoru. Vígjáték. 2 felv. Fordította: Fekete Samu. (Pest 1847. Eggenberger J. és fia.) Der kategorische Imperativ (1851), Krisen (1852), Aus der Gesellschaft (1867), Moderne Jugend (1869). 
A cselekmény többnyire nagyon egyszerű, sokszor szegényes; a jellemek inkább novellaszerű finomsággal, mint drámai erővel vannak megrajzolva; a dialógus elegáns és művelt, a feldolgozott problémák érdekesek, bár ritkán mélyrehatók. Élcben nem szűkölködnek e vígjátékok, de a szatíra gyakran enyhe, nem egyszer kedélyes. Az alakok nem elég változatosak. Komolyabb darabjai (Helene 1833, Ein deutscher Krieger 1844, Landfrieden 1870. Des Alcibiades Ausgang 1882) kevésbé sikerültek és nem tartották magukat a szinen. Költeményei (2. kiad. 1856) közül igen sikerültek éleces xeniái és a szép eszmékben gazdag Politisches Tagebuch. 
Utolsó éveiből származik két vígjátéka: Die Verlassenen (1878) és Mädchenrache (1881), regénye; Die Freigelassenen, Bilgundsgeschichte aus Oesterreich (1875. 2 köt.) és szatirikus versei: Aus der Mappe des alten Fabulisten (1879). Legjobb színdarabjait maga gyűjtötte össze: Gesammelte Werke (1871-1873, 12 köt.); a 12. kötet tartalmazza a kortörténeti szempontból is érdekes emlékiratait: Aus Alt- und Neu-Wien. Vígjátékai mellett, amelyek a társadalom legfontosabb kérdéseit mélyreható jellemekben testesítik meg és a társadalom fonákságait éles szatírával támadják, Bauernfeld egyéb darabjai nagyon elhalványulnak.

## Magyarul
- Nagykorú. Vígjáték; ford., magyar színpadra alkalmazá Fekete Soma; Eggenberger, Pest, 1847

## Emlékezete
- 1892-ben bizottság alakult Bécsben, hogy szobrot állítson emlékének
- Emlékét őrzi a Bauernfeld-díj (Bauernfeld-Preis)